# 宁乡经济技术开发区
宁乡经济技术开发区（简称“宁乡经开区”）位于湖南省宁乡市境内，始建于1998年的宁乡工业园，2002年11月升级为省级开发区。2010年11月11日，批准为国家级经济技术开发区，为继常德经济技术开发区之后湖南省第七家国家级经济技术开发区。
宁乡经开区位于宁乡市城东北部、沩水两岸，规划面积60平方公里。区内有长常高速公路、石长铁路、金洲大道和319国道，东距长沙市政府25公里，属于长沙大河西先导区规划范围。著名公司青岛啤酒、台湾宏全、湘电集团、杉杉股份、三一重工、加加食品、忘不了与圣得西服饰、远大住工、飞翼股份、楚天科技、发过乐福来食品、意大利马克菲尔等知名企业落户，奠定了园区发展的基础。2010年，园区完成工业总产值266.2亿元，年出口总额4.88亿美元，累计利用外资10.36亿美元。2011年，宁乡经开区完成工业总产值353.8亿元，规模以上企业达到98家，其中产值8亿元以上企业11家，4亿元以上企业39家，突破20亿的1家，其中年销售额达16.46亿元（2010年）的加加食品（深交所：002650）2012年1月6日于深交所成功上市。